# Burnt Oak (Metropolitano de Londres)
Burnt Oak é uma estação do Metrô de Londres em Burnt Oak, norte de Londres, na Watling Avenue, localizada no ramal de Edgware da linha Northern e está na Zona 4 do Travelcard.

## História
A estação foi projetada pelo arquiteto Stanley Heaps e inaugurada como Burnt Oak (for Watling) em 27 de outubro de 1924, dois meses após a extensão da Hampstead & Highgate Line de Hendon Central para Edgware ter sido inaugurada. Por um tempo, a estação seria chamada de "Sheves Hill", e esse nome aparece em uma versão do mapa do metrô de 1924. Em uma versão posterior, "Sheves Hill" é riscado com "Burnt Oak" impresso na lateral. A estação foi originalmente fornecida com uma estrutura temporária antes que o prédio final da bilheteria fosse construído em 1925. O sufixo foi retirado do nome por volta de 1950.
Em 2018, foi anunciado que a estação ganharia acesso sem degraus até 2022, como parte de um investimento de £200 milhões para aumentar o número de estações acessíveis no Metrô.